# Manoir de la Chevallerie
Le manoir de la Chevallerie est situé à Sainte-Cérotte, en France. 
Il a été inscrit au titre des monuments historiques par un arrêté du 24 juillet 1986. Historiquement le manoir portait le nom de Chevalerie avec un seul « l ». On peut ainsi le voir dans l'une des plus anciennes représentations cartographiques de la « Chevalerie » sur la carte Jaillot de 1706.

## Localisation

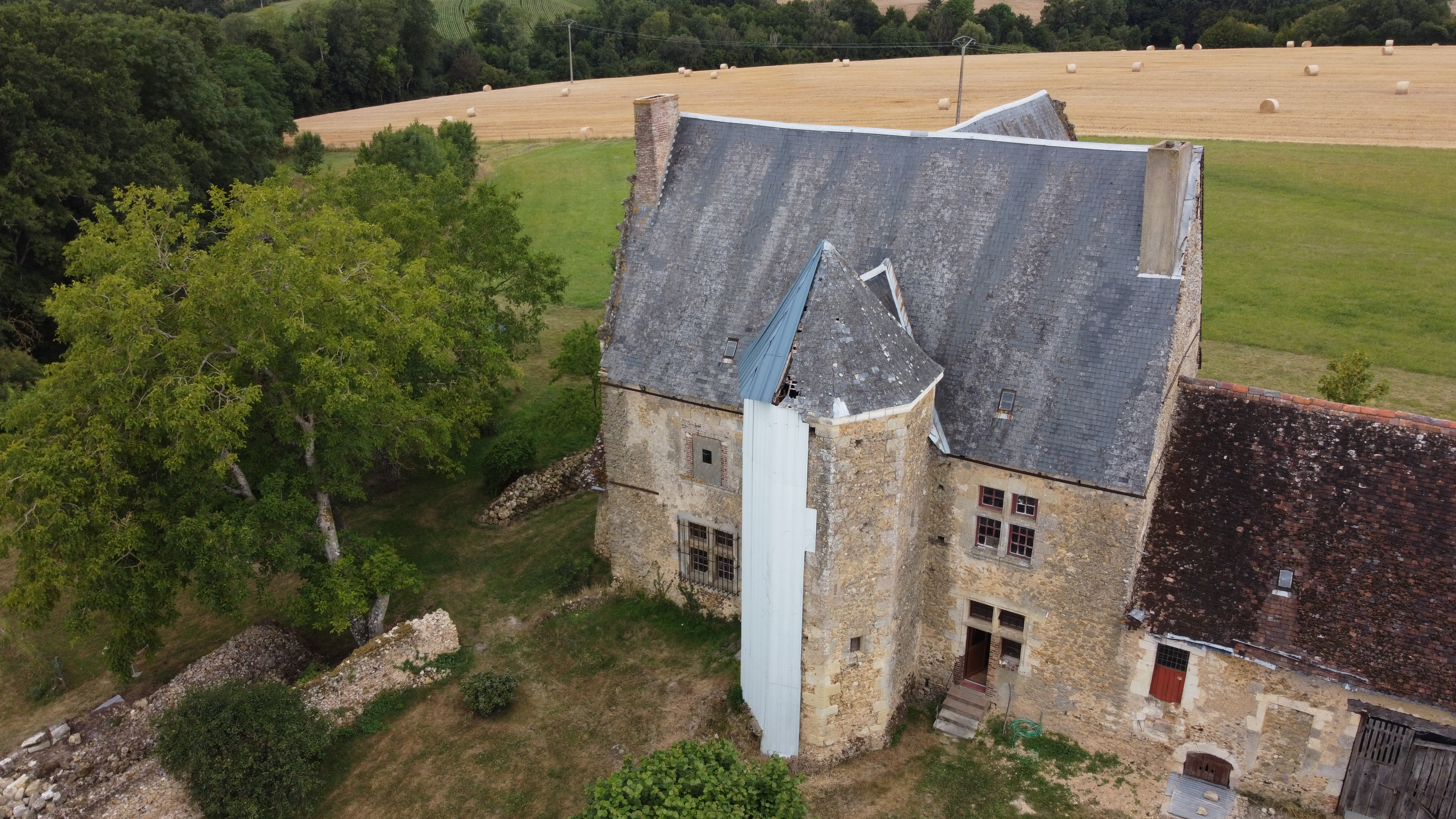
Manoir de la Chevallerie, vue du ciel de la façade principale. 2020

Le lieu-dit de la Chevallerie se trouve au nord de la route D13 entre Saint-Calais et Le Grand-Lucé, à la limite entre Sainte-Cérotte et Val-d'Étangson.

## Histoire
L'étymologie du nom du lieu-dit la Chevallerie ne pose guère de difficulté. La Chevallerie est l'habitation d'un chevalier, chevalier au sens de patronyme, la maison d'un nommé Chevalier. Les occurrences de ce nom propre sont vraiment très nombreuses dans la Sarthe et s'appliquent à des fermes, assez peu souvent à des fiefs et rarement à des sites seigneuriaux construits, même s'il en existe au moins quatre : à Arçonnay, à Flée, au Grand Lucé et à Parigné le Pôlin.
« La Chevalerie n'est pas implantée au chef-lieu de la paroisse, mais à distance. Elle se tient en retrait de la vie communautaire. C'est le type de maison seigneuriale totalement retranchée du village, qui se situe en campagne, de façon à mettre en valeur des terroirs. »

## Architecture

### Fortifications
Le droit de fortifier le logis seigneurial appartient uniquement aux seigneuries qui ont au moins le rang de châtellenies. Le mot de châtellenie est d'ailleurs issu du mot de « château » qui signifie une place forte, avec donjon, murs, fossé, mâchicoulis, canonnières, pont-levis, etc.
« Dans la chaîne féodale qui concerne la Chevallerie, seules ont le rang de châtellenies les seigneuries de Maisoncelle et de Saint-Calais. Le droit de fortifier les habitations seigneuriales de rang inférieur, comme la Chevalerie, n'est pas traité par la coutume du Maine qui ne reconnaît ce droit qu'aux seigneurs châtelains, en son article 50. »
Il n'a pour l'instant été découvert aucune charte, autorisation émanant d'un pouvoir supérieur ou royal concernant le droit de fortifier la Chevallerie. Pourtant, il existe bien des dispositions de nature guerrière.

### Fortifications architecturales
On trouve un dispositif de fortification sur le principal logis : la bretèche qui surplombe la porte d'entrée, bâtie sur trois mâchicoulis.
Toutes les fenêtres du rez-de-chaussée sont protégées par des grilles de fer. C'est à peu près tout ce qui existe dans le domaine défensif sur le principal corps de logis.
C'est surtout l'enceinte qui entoure la cour et les bâtiments qui différencie la Chevalerie des exploitations agricoles environnantes. La clôture continue de mur donne au lieu son caractère seigneurial. De hauts murs de maçonnerie qui relient les corps de bâtiment les uns aux autres, flanqués de deux tours ronde et ouvert d'une grande porte. Dans la seule tour qui subsiste, on voit plusieurs meurtrières destinées à protéger les abords. 